# Король и Шут (сериал)
«Король и Шут» — российский биографическо-фэнтезийный сериал Рустама Мосафира, созданный кинокомпаниями «Лунапарк», «Лига фильм» и «Плюс Студия» для онлайн-кинотеатра «Кинопоиск». Посвящён истории одноимённой хоррор-панк-группы, рассказ о ней перемежается сказочно-фэнтезийными сценами, представляющими собой экранизации сюжетов её песен. Создатели определили жанр сериала как «панк-сказка».
Показ основной части сериала прошёл с 2 марта по 13 апреля 2023 года. 7 августа на экраны вышел специальный эпизод — «Сказка о Горшке и Князе». В 2024 году началась работа над продолжением, полнометражным фильмом «Король и Шут. Навсегда».

## Сюжет
Сериал рассказывает о становлении группы, пути к успеху и непростых взаимоотношениях участников от их знакомства в конце 1980-х до смерти фронтмена Михаила Горшенёва в 2013 году.

## В ролях
- Константин Плотников — Михаил Горшенёв, «Горшок»
- Влад Коноплёв — Андрей Князев, «Князь»
- Евгений Ткачук — Шут
- Дарья Мельникова — Ольга (Горшенёва), вторая жена Михаила Горшенёва / Вдова
- Вера Вольт —  Агата, вторая жена Андрея Князева / Принцесса
- Валерия Зоидова — Анфиса, первая жена Михаила Горшенёва / Фея-повелительница мух
- Даниил Вахрушев — Александр Балунов, «Балу»
- Илья Ловкий — Александр Щиголев, «Поручик»
- Данила Рассомахин — Яков Цвиркунов, «Яша»
- Ян Ильвес — Александр Леонтьев, «Ренегат»
- Александр Клюквин — Юрий Михайлович Горшенёв, отец Михаила Горшенёва / Король
- Евгения Дмитриева — Татьяна Ивановна Горшенёва, мама Михаила Горшенёва
- Кирилл Горшенёв[5] — Алексей Горшенёв (в молодости)
- Васса Бокова — Мария Нефёдова, «Маша»
- Александр Адабашьян — Анатолий Евграфович Гордарик / Одноглазый
- Ольга Кузина — Надежда Князева, мама Андрея Князева
- Андрей Князев — барон (камео)
- Алексей Горшенёв — «Ворон» (камео)
- Роман Притула[укр.] — Павлов / в спецэпизоде Блудник
- Полина Дудкина — медсестра / в спецэпизоде Монахиня-блудница
- Владимир Вержбицкий — бонхед
- Кирилл Полухин — лесник
- Илья Хвостиков — Кочерыжка / санитар Прокопьеф
- Александр Баширов — Петров / владелец харчевни
- Константин Мурзенко — человек на кладбище / священник
- Филипп Дьячков — Дмитрий Журавлёв, «Шумный» / Дурак
- Андрей Пынзару — Игорь Гудков, «Панкер»
- Андрей Злобин — Александр Гордеев («Гордей»), директор группы «Король и Шут»
- Валерий Ушаков — Михаил Козырев, генеральный продюсер «Нашего радио»
- Олег Гаркуша — горбун Иоганн
- Алексей Фаддеев — Щусев / охотник Себастьян, медведь, обращённый в человека
- Дмитрий Ришко — Дмитрий Ришко, «Каспер», участник группы «Король и Шут», затем — проекта «КняZz»
- Владимир Калмазан — Сергей Захаров, «Захар», бас-гитарист группы «Король и Шут»
- Анна Лаврентьева — Анастасия Рогожникова, организатор концерта
- Игорь Головин ― полковник милиции на концерте

Актёры и персонажи спецэпизода:
- Илья Борисов — сундучник Сэм
- Татьяна Монахова — Женщина с курицей
- Агата Нигровская ― баронесса[6]
- Евгений Никитин — Карл безногтный / Дремучий старик

## Список серий
| № серии            | Описание серии | Дата премьеры  |
| ------------------ | --- | -------------- |
| 1                  | 1999 год. Группа «Король и Шут», которая ещё недавно играла в тесных клубах, собирает «Юбилейный». После концерта Горшка начинает преследовать Шут, и Андрею приходится спасать друга. Вместе они вспоминают, как придумывали название группе и начинали выступать. В фэнтезийном мире Горшок решает стать королевским менестрелем — правда, для этого нужно спасти принцессу, которую похитил колдун… | 02 марта 2023  |
| 2                  | Горшок и Князь вспоминают историю знакомства в реставрационном училище. Группа набирает популярность, правда, не все так гладко — на концерте в Екатеринбурге происходит столкновение с силами ОМОН, а Шут подталкивает Горшка на путь саморазрушения. В фэнтезийном мире Князь ссорится с Горшком, и Миша, заплутав в лесу, стучится в лесную сторожку… | 02 марта 2023  |
| 3                  | Горшок знакомится с одной из поклонниц — Анфисой Крючковой. Их отношения усугубляются развитием наркозависимости обоих. У «Короля и Шута» появляется новый директор — Александр Гордеев. Группа участвует в фестивале «Нашествие» и попадает в поле зрения «Нашего радио». В фэнтезийном мире Горшок очарован Феей-Повелительницей Мух, а Князь узнает историю безумного ловца молний… | 09 марта 2023  |
| 4                  | Горшок попадает в наркологическую лечебницу, где вновь встречает Шута, санитар, прослушав песни КиШа, становится к нему добрее. Анфиса сообщает, что у неё СПИД, пытаясь восстановить отношения с Горшком. Намечается разлад в отношениях Горшка и Князя. В фэнтезийном мире Князь и Горшок встречают охотника Себастьяна, обращённого колдуном из медведя в человека. | 16 марта 2023  |
| 5                  | Друзья и отец Горшка отбивают его у бандитов в погонах. Музыкант влюбляется в Ольгу Шаботову, которая поддерживает его в тяжелый период. В фэнтезийном мире Горшок ищет пропавшего Князя и попадает в дом ко Вдове. | 23 марта 2023  |
| 6                  | На концерте в Новокузнецке Князь знакомится с Агатой Нигровской. В это же время в группе продолжаются разногласия и трения между ним и Горшком. В фэнтезийном мире раненого Князя преследует Мёртвая женщина. Горшок же спасает Вдову от домогающегося её Горбуна. | 30 марта 2023  |
| 7                  | Горшок кодируется от алкоголя, ему приходит идея создать рок-оперу Todd, Князь с этим категорически не согласен, предлагая продолжать быть группой с оригинальными идеями в творчестве. В итоге конфликт побуждает его покинуть коллектив и создать сольный проект. В фэнтезийном мире раненый Князь попадает в замок колдуна и его куклы (дочери короля). Горшок спасает друга и изгоняет злодея в наш мир, и тот, увидев афишу группы, решает отомстить Горшку, приняв облик Шута. | 06 апреля 2023 |
| 8                  | 2013 год. Король и Шут едет в тур, несмотря на состояние здоровья Михаила. В группе зреет настроение прервать тур и уговорить Горшка лечиться, но всё оказывается безуспешно. В это же время Агата пытается наладить контакт между ним и Князем и уладить конфликт. Бывшие соратники получают возможность впервые ненадолго поговорить на фестивале «Окна открой!», где Горшок просит Князя снова позвонить, а Андрей просит Мишу пойти на лечение. Так между ними прекращается вражда. 19 июля, проводив жену и детей в город, Горшок остаётся на даче и к нему приходит умирающий Шут, уговаривая умереть «с огоньком», но Горшок уходит тихо и в покое. На берегу моря Михаил, уже уйдя в другой мир, поёт умирающему Шуту его любимую песню — «Утренний рассвет». В фэнтезийном мире друзья снова ссорятся: влюбившийся в Принцессу Князь не хочет возвращать её к королю и уходит. Горшок возвращает девушку отцу, потому что для неё это дело чести и становится придворным менестрелем. Однако в итоге, он не удовлетворяется этим, и расстраивает свадьбу девушки с уродливым принцем соседнего королевства. Вместе с Князем они чуть не погибают, но их спасает Хозяйка старинных часов, остановив время и дав сбежать от арбалетных болтов, выпущенных в них. Горшок возвращается ко Вдове, и все вчетвером — Горшок, Князь, Принцесса и Вдова — пускаются в путь как бродячие менестрели. | 13 апреля 2023 |
| Специальный эпизод | Спецэпизод состоит из сказочной части сериала и новых сцен. В новых сценах Кочерыжка рассказывает, как Горшок и Князь путешествуют по дремучему лесу, встречают коварных злодеев и безжалостных чудовищ и поют песни, подыгрывая себе на колесной лире и уде. В новой сцене Андрей Князев вернется к роли барона, а Агата Нигровская впервые появится в образе баронессы. | 7 августа 2023 |

## Производство
В октябре 2021 года стало известно о планах по созданию сериала, тогда же начался кастинг. Съёмочный процесс проходил с июня по ноябрь 2022 года в Санкт-Петербурге.
28 января 2023 года на фестивале Bubble Comics Con состоялась презентация сериала, где солист групп «Король и Шут» и «КняZz» Андрей Князев объявил дату премьеры — 2 марта. 3 февраля появился первый официальный трейлер сериала.
Первые 2 серии вышли в полночь по московскому времени 2 марта 2023 года на онлайн-кинотеатре «Кинопоиск», оставшиеся серии выходили там же каждую неделю. За первый день после премьеры сериал посмотрело более 410 тысяч подписчиков «Кинопоиска», что стало рекордом сервиса.
По завершении сериала вышел документальный эпизод о его съёмках — «Король и Шут. Фильм о фильме», на который портал stebel.ru дал рецензию.
7 августа 2023 года на экраны вышел специальный эпизод сериала — «Король и Шут: Сказка о Горшке и Князе», состоящий из смонтированных сказочных сцен сериала, а также новых сцен. В новых сценах Кочерыжка в исполнении Ильи Хвостикова выступит рассказчиком.

## Продвижение

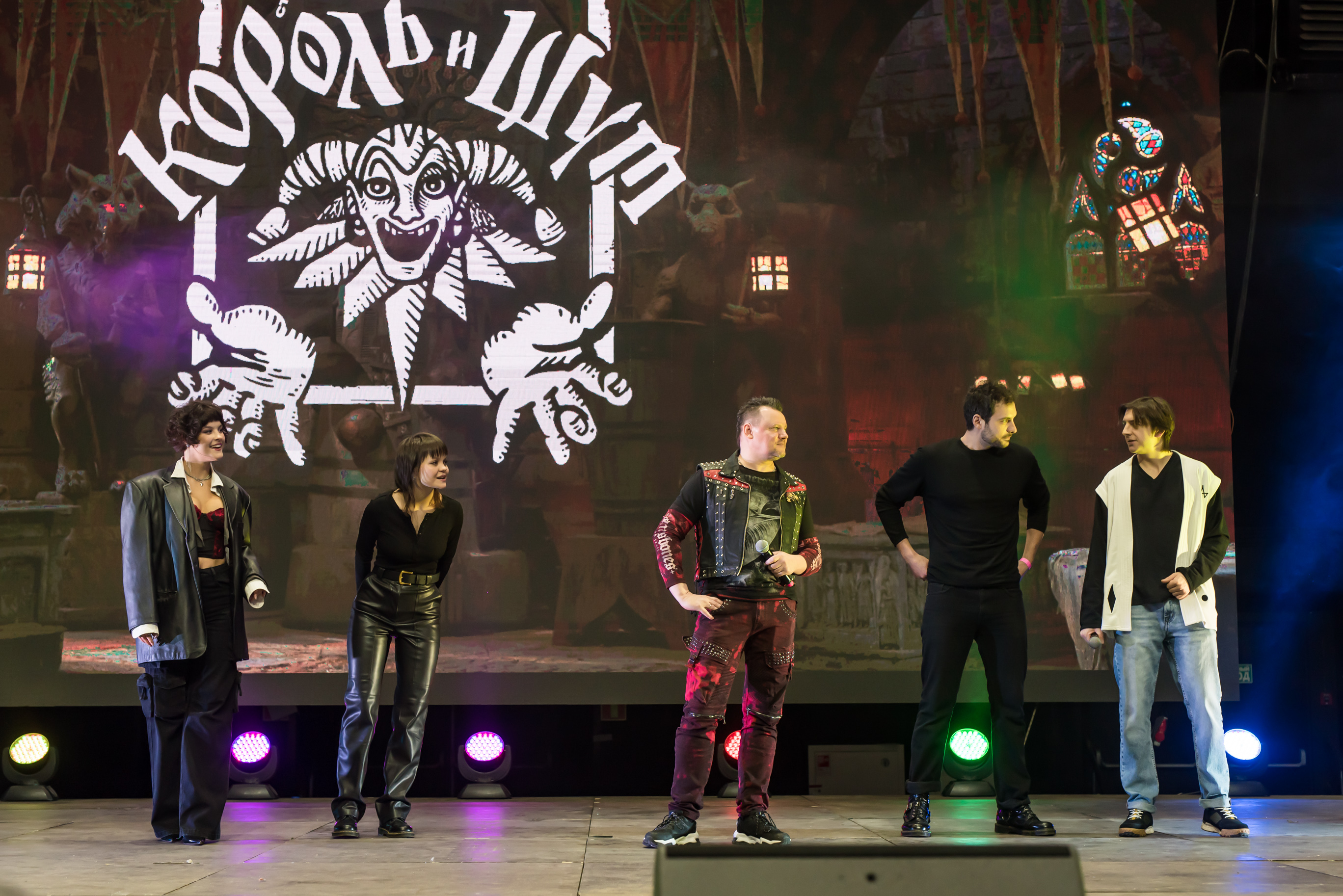
Презентация сериала на BUBBLE Comics Con 2023

11 февраля 2023 года актёр Константин Плотников в образе «Горшка» на концерте группы «КняZz» в Санкт-Петербурге к 50-летию Андрея Князева спел в композициях «Проклятый старый дом» и «Лесник» из репертуара группы «Король и Шут». А 18 февраля на аналогичном концерте в Москве актёры Константин Плотников и Влад Коноплёв в образе «Князя» спели вместе с группой в тех же композициях.
2 марта в центре современного искусства «Винзавод» открылась выставка «Панк-культура. Король и Шут», содержащая сценические наряды музыкантов, рукописи, рисунки и фрагменты декораций сериала.
«Яндекс» выпустил коллекцию мерчендайза по «Королю и Шуту», часть доступна для покупки на «Яндекс Маркете», полная коллекция — на выставке на «Винзаводе».
15 апреля «Яндекс Музыка» представила документальный выпуск «Всё ещё на троне: наследие „Короля и Шута“», посвящённый группе. Интервью для которого дали часть команды сериала — Андрей Князев, продюсер и сценарист Игорь Гудков, режиссёр Рустам Мосафир, сыгравший «Князя» актёр Влад Коноплёв; а также музыканты Loqiemean, Sqwoz Bab и Данила Герасимов (группа «Мытищи в огне») и музыкальные журналисты Борис Барабанов и Илья Зинин.
В 2010 году группа «Король и Шут» записала песню «Мы верим в „Зенит“» для санкт-петербургского футбольного клуба «Зенит», изданную впервые только 7 августа 2023 года вместе со снятым на неё видеоклипом. В клипе снялись актёры Константин Плотников и Влад Коноплёв в образах Михаила Горшенева и Андрея Князева из сериала.

## Саундтрек
6 апреля 2023 вышла первая часть официального саундтрека сериала. 11 песен группы «Король и Шут» были перезаписаны группой «Северный флот», состоящей из бывших музыкантов «КиШа». Андрей Князев заново спел свои партии, а голос Михаила Горшенёва отреставрировали с помощью нейросети. 7 августа на перезаписанную песню «Гимн шута» из альбома «КиШа» «Как в старой сказке» (2001) вышел видеоклип в честь 50-летия со дня рождения Михаила Горшенёва. В клип вошли — кадры сериала, его съёмок и спецэпизода, а также анимация и рисунки Андрея Князева.
Вторая часть саундтрека вышла 7 августа. 7 из 11 песен сборника — кавер версии песен «КиШа», так Алексей Горшенёв исполнил треки — «Ели мясо мужики», инструментальные версии «Лесника» и «Вдовы и Горбуна», «Забытые ботинки» и «Прыгну со скалы»; группа «Кис-кис» исполнила «Ром»; версия «Прыгну со скалы» в исполнении певицы Ёлки прозвучала и в спецэпизоде сериала. Кроме того, в сборник вошёл кавер на песню «Иван Факов» с трибьюта «Я алкоголик, я анархист» (2005) группе «Бригадный подряд» в исполнении Михаила Горшенёва и песня «Утренний рассвет» в исполнении «КиШа» в версии из сериала. Оригинальных треков на сборнике всего два — «Девушка на время» от Александра Бузина и «Получай!» от группы «Огненная муха».
19 июля также вышел инструментальный альбом Алексея Горшенёва «Посвящение», представляющий собой расширенные версии композиций, прозвучащих в сериале. Альбом посвящён брату Алексея Михаилу и их отцу Юрию Михайловичу Горшенёву, которых не стало в 2013 году.
Музыкальный критик Денис Ступников для портала km.ru дал рецензии на первую часть саундтрека и на инструментальный альбом.

## Отзывы и оценки
Сериал получил как положительные, так и смешанные оценки в российской прессе.
Павел Воронков (Газета.ru): «Первые два эпизода шоу оставляют довольно неряшливое впечатление: будто бы шаловливый дух вселился в пульт от телевизора и по своему настроению переключает каналы. По одному показывают вполне приличную рок-драму, скроенную по голливудским меркам и сильно напоминающую недавний „Пистол“ Дэнни Бойла (экранные Горшок и Князь, в свою очередь, сильно напоминают экранных лидеров Sex Pistols Джонни Роттена и Стива Джонса). По другому идет нечто, что в „Кинопоиске“ называют „панк-сказкой“, — обаятельная экранизация текстов „КиШа“. И то, и другое действительно хотелось бы посмотреть, только не вперемешку: продукт с формулой „2-в-1“ редко выходит удачным, будь то растворимый кофе или российский сериал».
Василий Степанов (Коммерсантъ-Weekend): «Авторы „Короля и Шута“... нашли эффектную точку входа, решив свести зрителей с героями на пике славы... Но есть у такого подхода и проблема: с высоты почти не получается разглядеть детали. Все как-то галопом и невпопад. Этапы большого пути, пройденного пацанами с Ржевки и Купчино <...> в направлении большой сцены, даны наивными крупными мазками. <...> А есть, вообще, что вспомнить о времени, которое в медиа последних десяти лет принято называть «лихим»? Конечно, есть. В конце концов, для Петербурга-то девяностые, вопреки приклеившемуся эпитету "бандитский", стали эпохой расцвета альтернативной музыки и клубной сцены, частью которой была и группа „Король и Шут“. Что на экране? Крохи. Потасовка в темном подвале, <...> — там скины карикатурно мутузят панков... Или утренние споры об анархии и трудах Кропоткина в ожидании гастрольного концерта в московском байкерском клубе Sexton. Маловато будет, но авторам недосуг объяснять. Нет времени, у них сказочные эпизоды метраж крадут. ностальгия по девяностым в „Короле и Шуте“ видится чуть ли не вымученной. Почему превратившиеся с годами в умудренных мужчин музыканты решили, что нужно именно так, без лишних шероховатостей и перегибов, изображать пережитое для юных поклонников наследия „Короля и Шута“? Чем продиктовано решение срезать острые углы, превратив панк-байопик в тюзовский утренник? Можно только гадать, почему им захотелось свести собственное прошлое к столь умильно-небрежному ретро».
Дмитрий Сосновский (Российская газета): «Неоднозначный проект, который, с одной стороны, выглядит как попытка живого участника (и по удивительному совпадению - продюсера сериала [Андрея Князева]) старинного конфликта выставить себя в максимально выгодном свете, а с другой - довольно умело выкручивает ручку ностальгии у целевой аудитории, заодно умудряясь её заметно расширить. Красочная картинка, добротный саундтрек, действительно очень удачно подобранные молодые актёры на главные роли - в целом байопик одной из самых неординарных групп своего поколения скорее удался, чем нет».
Максим Ершов (Film.ru): „Король и Шут“ — драматургически один из самых необычных российских сериалов. В перескакивании между фэнтезийным миром и обычной реальностью как главный плюс, так и главный минус проекта. Трудно сказать, не надоест ли этот приём где-то к пятому эпизоду. Но сериал точно будет интересен не только фанатам панк-группы, хотя знание текстов песен станет бонусом. Это редкое ностальгическое бодрое отечественное кино, в котором 90-е показаны без надоевших крайностей».
Денис Ступников (InterMedia): «На фоне рассудительного Князя импульсивный Горшок на экране воплощает собой абсолютно иррациональное начало. Константин Плотников настолько глубоко погрузился в эту роль, что за него порою становится страшно, как за самого Горшенева, целиком ушедшего в два последних года своей жизни в роль демонического цирюльника Суини Тодда. Один в один снята не только мимика, моторика и манера говорить Горшка, но и каким-то непостижимым образом передана его невероятной мощи харизма. Возможно, только ради этой магии перевоплощения стоит досмотреть сериал до конца».
Мариам Григорян («Канобу»): «Резкое погружение в реальность Горшка, Князя и их товарищей выглядит достаточно свежо: сериалу не приходится долго раскачиваться, и вроде бы в нём даже нет затянутой экспозиции. Но попытка показать зарождение группы через спор с Шутом выглядит уж очень шаблонно и неловко, как будто вместо первой серии вы наткнулись на филлер-эпизод аниме».
Не понравился сериал вдове Михаила Горшенёва Ольге, которая посчитала, что фильм порочит его память: «Многие, кто знал и дружил с Мишей, в недоумении, потому что тот образ, который спродюсирован в этом сериале не соответствует действительности. Михаила не то чтобы показали не с той стороны, а будто бы специально гиперболизировали слабости и сделали антагонистом».
По итогам года многие российские издания включили «Короля и шута» в свои списки лучших сериалов 2023 года (российских или в целом), в том числе «Афиша», DTF, «Канобу», «Кинопоиск», «Кино-театр.ру», «Мир фантастики», РБК и «Журнал Тинькофф».

## Продолжение
В мае 2024 года было объявлено о старте съемок полнометражного фильма «Как в старой сказке», который станет прямым продолжением сериала. Создатели фильма планируют продолжить концепцию по совмещению реального мира со вселенной песен группы, чтобы продолжить логически законченную историю. По предварительной информации, будут экранизированы песни «Некромант», «Мертвый анархист», «Воспоминания о былой любви», «Проклятый старый дом».

## Награды
- 2023 — номинация на премию «Белый слон» в категории «Лучший сериал»[42]
- 2024 — Премия Ассоциации продюсеров кино и телевидения:
  - премия в категории «Лучшая оригинальная музыка к сериалу» (Алексей Горшенёв)[43]
  - премия в категории «Лучшая работа звукорежиссёра» (Антон Клевцов)
  - номинация в категории «Лучший онлайн-сериал (7 и более серий)»
  - номинация в категории «Лучшая работа художника по гриму» (Оксана Кручинина)
  - номинация в категории «Лучшая работа кастинг-директора» (Екатерина Исакова, Ирина Угольникова)